# Luigné
Luigné ist eine Ortschaft und eine Commune déléguée in der französischen Gemeinde Brissac Loire Aubance mit 294 Einwohnern (Stand: 1. Januar 2022) im Département Maine-et-Loire in der Region Pays de la Loire. Die Einwohner werden Luignois genannt.
Die Gemeinde Luigné wurde am 15. Dezember 2016 mit neun weiteren Gemeinden, namentlich Brissac-Quincé, Charcé-Saint-Ellier-sur-Aubance, Chemellier, Coutures, Les Alleuds, Saint-Rémy-la-Varenne, Saint-Saturnin-sur-Loire, Saulgé-l’Hôpital und Vauchrétien zur neuen Gemeinde Brissac Loire Aubance zusammengeschlossen. Sie gehörte zum Arrondissement Angers und zum Kanton Les Ponts-de-Cé.

## Geographie
Luigné liegt etwa 23 Kilometer südsüdöstlich von Angers im Weinbaugebiet Anjou. 
Umgeben wurde die Gemeinde Luigné von den Nachbargemeinden Les Alleuds im Norden und Nordwesten, Saulgé-l’Hôpital im Norden und Osten, Noyant-la-Plaine im Osten, Brigné im Südosten, Martigné-Briand im Süden und Südwesten sowie Chavagnes im Westen.

## Bevölkerungsentwicklung
| Jahr                       | 1962 | 1968 | 1975 | 1982 | 1990 | 1999 | 2006 | 2013 |
| Einwohner                  | 198  | 172  | 165  | 163  | 166  | 179  | 224  | 266  |
| Quellen: Cassini und INSEE |      |      |      |      |      |      |      |      |

## Sehenswürdigkeiten
- Kirche Saint-Avertin aus dem 19. Jahrhundert
- Komtur von Saulge
- Schloss Luigné aus dem beginnenden 16. Jahrhundert

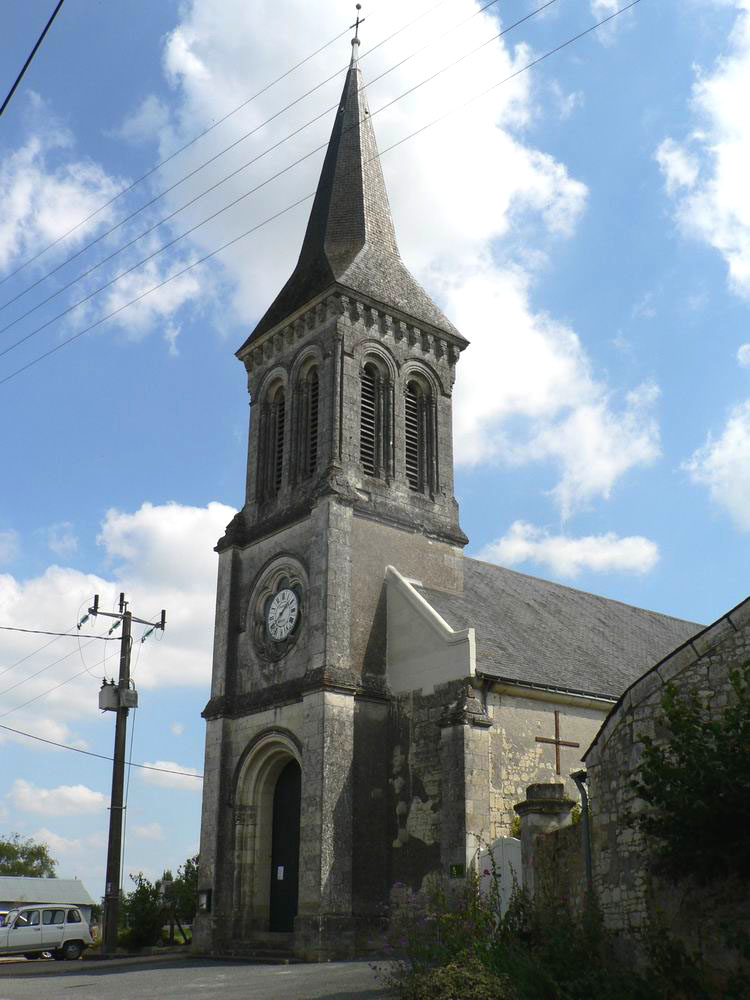
Kirche Saint-Avertin

## Weinbau
Der Ort gehört zum Weinbaugebiet Anjou.